# Isthme d'Auckland
Pour les articles homonymes, voir Auckland (homonymie).

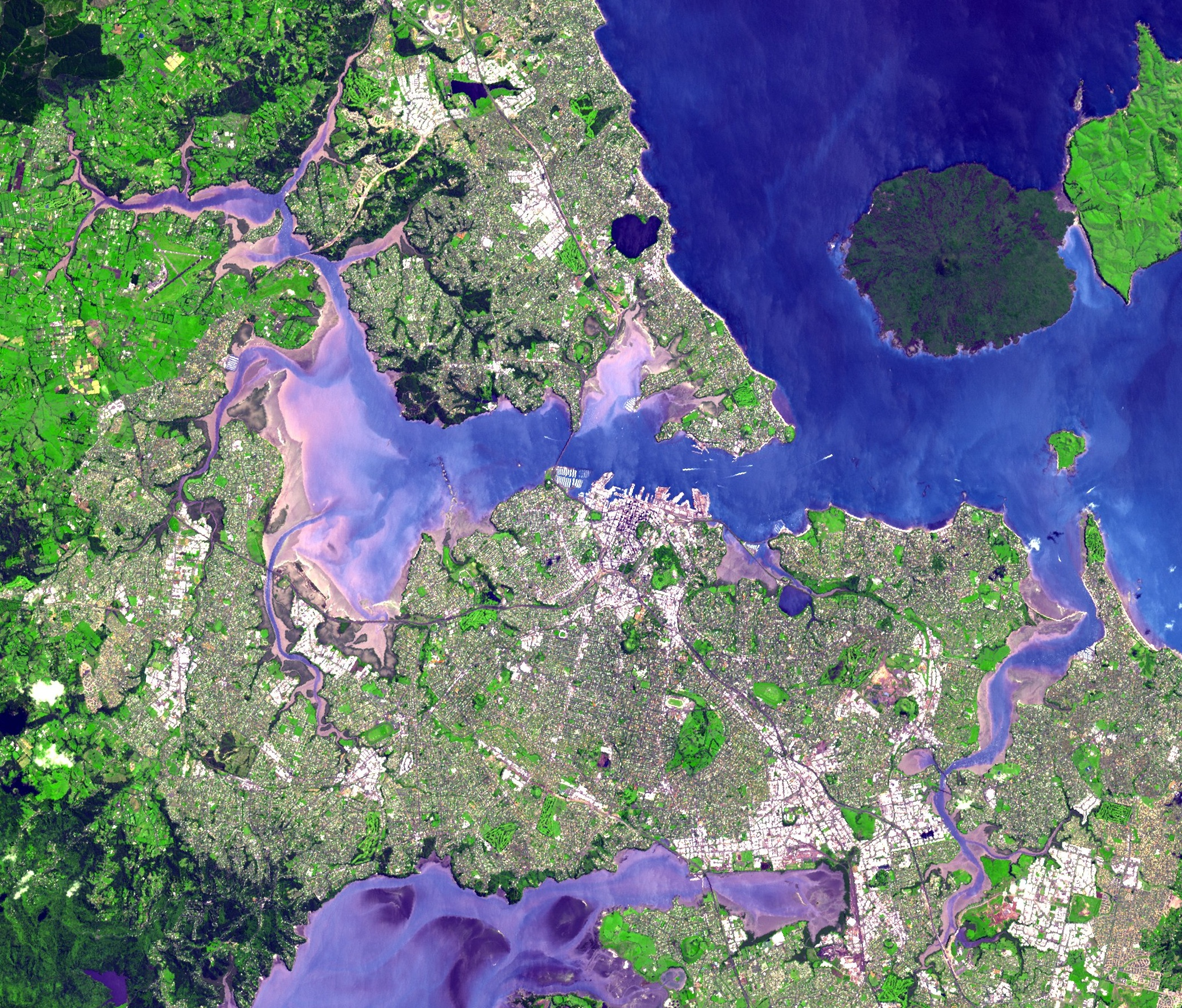
Vue de l'isthme d'Auckland.

L'isthme d'Auckland est un isthme néozélandais reliant la presqu'île appelée péninsule de Northland au reste de l'île du Nord, dans l'océan Pacifique. Il est entièrement urbanisé, formant la partie centrale de l'agglomération d'Auckland.
Sa partie la plus étroite qui mesure deux kilomètres de large est situé au sud à Ōtāhuhu entre l'anse Mangere et la rivière Tamaki.
L'isthme d'Auckland est entouré de deux ports naturels : le port de Waitemata au nord, qui s'ouvre à l'est sur le golfe de Hauraki, et le port de Manukau au sud, qui s'ouvre à l'ouest sur la mer de Tasman. C'est l'une des rares villes au monde à avoir deux ports sur deux aussi importantes étendues d'eau.